# Сабіна Лойтгойссер-Шнарренбергер
Сабіна Лойтгойссер-Шнарренбергер (нім. Sabine Leutheusser-Schnarrenberger; нар. 26 липня 1951, Мінден, Північний Рейн-Вестфалія) — німецька політична діячка, головна фігура соціально-ліберального крила німецької Вільної демократичної партії, політичної сили «другого ешелону» в країні. Працювала федеральним міністром юстиції Німеччини з 1992 до 1996 в кабінеті Гельмута Коля та обіймала цю ж посаду знову в другому кабінеті Ангели Меркель з 2009 до 2013 року.